# Pavel Rosa
Pavel Rosa (* 7. Juni 1977 in Most, Tschechoslowakei) ist ein ehemaliger tschechischer Eishockeyspieler und derzeitiger -trainer, der insgesamt 36 Partien für die Los Angeles Kings in der National Hockey League absolviert hat. In Europa spielte er unter anderem für den HK Dynamo Moskau, HK Awangard Omsk, Fribourg-Gottéron und Kärpät Oulu.

## Karriere
Pavel Rosa begann seine Karriere als Eishockeyspieler beim CHZ Litvínov, mit dem er 1994 und 1995 tschechischer U18-Meister wurde und für den er in der Saison 1994/95 sein Debüt in der tschechischen Extraliga gab. Anschließend wurde er im NHL Entry Draft 1995 in der zweiten Runde als insgesamt 50. Spieler von den Los Angeles Kings ausgewählt. Zunächst spielte er jedoch zwei Jahre lang für die Hull Olympiques, die ihn beim CHL Import Draft desselben Jahres an insgesamt sechster Stelle gezogen hatten, in der Quebec Major Junior Hockey League, mit denen er 1997 die Coupe du Président als Sieger der QMJHL, sowie anschließend den Memorial Cup als Meister der Canadian Hockey League gewann.
Nachdem der Angreifer den Großteil der Saison 1997/98 aufgrund einer Kopfverletzung verpasst hatte, stand er in der folgenden Spielzeit in 29 Spielen, in denen er 16 Scorerpunkte erzielte, für die Los Angeles Kings in der National Hockey League auf dem Eis. In der Saison 1999/2000 absolvierte Rosa nur drei NHL-Spiele und spielte den Rest der Spielzeit für deren Farmteam, die Long Beach Ice Dogs aus der International Hockey League, so dass er nach Europa zurückkehrte, wo er von 2000 bis 2002 für jeweils ein Jahr in der finnischen SM-liiga für HPK Hämeenlinna und Jokerit Helsinki aktiv war. 
Im Anschluss erhielt Rosa erneut einen Vertrag bei den Los Angeles Kings, für die er in den folgenden beiden Spielzeiten jedoch nur noch vier Spiele in der NHL bestritt. Stattdessen lief er für deren Farmteam, die Manchester Monarchs, aus der American Hockey League auf. Im Sommer 2004 erhielt der Flügelspieler einen Vertrag beim HK Dynamo Moskau in der russischen Superliga, mit dem er auf Anhieb Russischer Meister wurde. Nachdem er die Saison 2005/06 bei Timrå IK in der schwedischen Elitserien beendet hatte, wurde der Tscheche am 29. August 2006 als Free Agent vom HK Awangard Omsk verpflichtet, die er im Laufe der Saison 2008/09 verließ, um für Rögle BK in der Elitserien zu spielen.
Zu Beginn der Saison 2010/11 bis Oktober 2010 hatte Rosa einen Kurzeinsatz in der National League A bei Fribourg-Gottéron. Anschließend kehrte er zu Kärpät Oulu zurück. Im Januar 2011 unterschrieb Rosa einen Kontrakt über zwei Jahre bei Fribourg-Gottéron mit Gültigkeit ab der Saison 2011/12.
Nach 13 Einsätzen in der Saison 2012/13 für Fribourg-Gottéron wurde sein Vertrag Mitte Dezember 2012 vorzeitig aufgelöst. Rosa wurde daraufhin wenige Tage später vom HC Lugano als Ersatz für Patrice Bergeron verpflichtet und erhielt einen Vertrag bis zum Ende der Saison 2012/13.
Im Oktober 2013 kehrte Rosa zu seinem Heimatverein HC Litvínov zurück und absolvierte elf Extraliga-Partien für den Klub, ehe er etwa einen Monat später von den Pelicans Lahti aus der SM-liiga verpflichtet wurde. In der Saison 2014/15 ließ er seine Karriere bei Orli Znojmo in der Erste Bank Eishockey Liga ausklingen, ehe er seine Karriere im April 2015 beendete.
Seit 2016 gehört er dem Trainerstab der U20-Junioren von Fribourg-Gottéron an. Im Oktober 2019 übernahm Rosa den Posten als Assistenztrainer bei der Profimannschaft von Gottéron und arbeitete dort bis zum Frühjahr 2025.

### International
Im Juniorenbereich spielte Rosa für Tschechien bei der U18-Europameisterschaft 1995, als er Topscorer und Torschützenkönig des Turniers wurde, und der U20-Juniorenweltmeisterschaft 1996. Für die tschechische Herrenauswahl absolvierte er von 2001 bis 2008 insgesamt 26 Länderspiele, nahm aber an keinem großen Turnier teil.

## Erfolge und Auszeichnungen
| - 1994 Tschechischer U18-Meister mit dem CHZ Litvínov - 1995 Tschechischer U18-Meister mit dem CHZ Litvínov - 1996 Trophée Michel Bergeron - 1996 LHJMQ All-Rookie Team - 1997 Plaque AutoPro - 1997 Coupe-du-Président-Gewinn mit den Hull Olympiques - 1997 Memorial-Cup-Gewinn mit den Hull Olympiques - 1997 LHJMQ Offensiv-Spieler des Jahres - 1997 Trophée Jean Béliveau - 1997 CHL Top Scorer Award | - 1997 LHJMQ First All-Star Team - 1997 CHL First All-Star Team - 2002 Finnischer Meister mit Jokerit Helsinki - 2004 Teilnahme am AHL All-Star Classic - 2004 John B. Sollenberger Trophy - 2004 AHL Second All-Star Team - 2005 Russischer Meister mit dem HK Dynamo Moskau - 2006 IIHF-European-Champions-Cup-Gewinn mit dem HK Dynamo Moskau - 2010 All-Star Team der SM-liiga |

### International
- 1995 Topscorer der U18-Junioren-Europameisterschaft
- 1995 Bester Torschütze der U18-Junioren-Europameisterschaft

## Statistik
(Stand: Ende der Saison 2010/11)